# Pseudomirufens curtifuniculus
Pseudomirufens curtifuniculus är en stekelart som beskrevs av Lou och Yuan 1998. Pseudomirufens curtifuniculus ingår i släktet Pseudomirufens och familjen hårstrimsteklar. Inga underarter finns listade i Catalogue of Life.